# NGC 3416
NGC 3416 est une petite galaxie spirale située dans la constellation de la Grande Ourse. NGC 3416 a été découverte par l'astronome irlandais R. J. Mitchell  en 1854.

## Caractéristiques
Sa vitesse par rapport au fond diffus cosmologique est de 3 557 ± 16 km/s, ce qui correspond à une distance de Hubble de 52,5 ± 3,7 Mpc (∼171 millions d'al). 